# Michael Tritscher
Michael Tritscher (Schladming, 6 de noviembre de 1965) es un deportista austríaco que compitió en esquí alpino.
Participó en los Juegos Olímpicos de Albertville 1992, obteniendo una medalla de bronce en la prueba de eslalon.

## Palmarés internacional
| Juegos Olímpicos | Juegos Olímpicos      | Juegos Olímpicos  | Juegos Olímpicos |
| Año              | Lugar                 | Medalla           | Prueba           |
| ---------------- | --------------------- | ----------------- | ---------------- |
| 1992             | Albertville (Francia) | Medalla de bronce | Eslalon          |